# Iğdır
Iğdır (armenisch Իգդիր Igdir, nach der antiken Stadt auch Ցոլակերտ Tsolakert; aserbaidschanisch İğdır; kurdisch Îdir) ist eine Stadt im äußersten Osten der Türkei, an der Grenze zu Armenien. Sie ist die Provinzhauptstadt der gleichnamigen Provinz Iğdır, bildet ebenso einen Landkreis und liegt in der Talebene des Aras im Nordwesten des Ararat. Die Provinzstadt liegt etwa 960 km Luftlinie östlich von Ankara.

## Geografie
Der Landkreis grenzt im Westen an den Kreis Tuzluca, im Süden an den Kreis Doğubayazıt der Provinz Ağrı, im Osten an die Kreise Aralık und Karakoyunlu. Im Norden besteht auf etwa 30 km die Staatsgrenze zu Armenien.
Als Sitz des gleichnamigen Landkreises (Merkez) beherbergt die Kreisstadt etwa 68 Prozent der Kreisbevölkerung. Daneben bestehen noch drei weitere Belediye: Halfeli (8.491), Melekli (3.604) und Hoşhaber (2.731 Einw.). 41 Dörfer (Köy) mit insgesamt 30.846 Einwohnern (752 pro Dorf) komplettieren den Kreis. Die größten Dörfer sind: Aşağıerhacı (4.318), Karakuyu (2.877), Panik (2.737), Enginalan (2.498), Yüzbaşılar (2.446), Evci (1.544), Suveren (1231), Küllük (1.074), Tacirli (1.028) und Gülpınar (1.011 Einw.).

### Klima
Das Klima ist kontinental geprägt mit heißen, trockenen Sommern und kalten, niederschlagsarmen Wintern, in denen die Temperatur bis zu minus 30 °C fallen kann. Knapp die Hälfte der Niederschläge fällt in den Frühlingsmonaten. Für die Normalperiode 1991–2020 beträgt die Jahresmitteltemperatur 12,8 °C, wobei im Januar mit −2,7 °C die kältesten und im Juli mit 26,5 °C die wärmsten Monatsmitteltemperaturen gemessen werden. Iğdır hat nach Köppen ein semiarides Klima (effektive Klimaklassifikation: BSk) und ist mit einer jährlichen Niederschlagsmenge von durchschnittlich 265 mm pro Quadratmeter, der trockenste Ort in der Türkei. 
|                        | Jan  | Feb  | Mär  | Apr   | Mai   | Jun   | Jul  | Aug  | Sep  | Okt  | Nov  | Dez  |   |       |
| Mittl. Temperatur (°C) | −2,7 | 0,7  | 7,6  | 13,4  | 17,9  | 22,9  | 26,5 | 26,2 | 21,1 | 14,0 | 6,0  | −0,3 | ⌀ | 12,8  |
| Mittl. Tagesmax. (°C)  | 2,4  | 6,5  | 14,0 | 20,0  | 24,7  | 30,2  | 33,8 | 33,7 | 29,1 | 21,8 | 12,9 | 4,6  | ⌀ | 19,5  |
| Mittl. Tagesmin. (°C)  | −6,7 | −4,1 | 1,8  | 7,2   | 11,6  | 15,9  | 19,5 | 19,0 | 13,9 | 7,7  | 0,7  | −4,1 | ⌀ | 6,9   |
|                        |      |      |      |       |       |       |      |      |      |      |      |      |   |       |
| Niederschlag (mm)      | 13,3 | 14,7 | 21,4 | 42,0  | 50,1  | 30,0  | 14,9 | 9,4  | 12,1 | 24,1 | 19,5 | 14,3 | Σ | 265,8 |
|                        |      |      |      |       |       |       |      |      |      |      |      |      |   |       |
| Sonnenstunden (h/d)    | 2,7  | 4,4  | 5,5  | 6,0   | 7,4   | 9,4   | 9,9  | 9,4  | 8,4  | 6,0  | 4,4  | 2,5  | ⌀ | 6,3   |
|                        |      |      |      |       |       |       |      |      |      |      |      |      |   |       |
| Regentage (d)          | 4,73 | 5,77 | 7,97 | 13,40 | 17,10 | 11,53 | 6,73 | 5,27 | 5,30 | 8,57 | 6,37 | 6,77 | Σ | 99,51 |

| −6,7 |

| −4,1 |

| 1,8 |

| 7,2 |

| 11,6 |

| 15,9 |

| 19,5 |

| 19,0 |

| 13,9 |

| 7,7 |

| 0,7 |

| −4,1 |

| −6,7 |

| −4,1 |

| 1,8 |

| 7,2 |

| 11,6 |

| 15,9 |

| 19,5 |

| 19,0 |

| 13,9 |

| 7,7 |

| 0,7 |

| −4,1 |

## Demographie

### Bevölkerungsentwicklung 2007 – 2018
Nachfolgende Tabelle zeigt den vergleichenden Bevölkerungsstand am Jahresende für die Provinz, den zentralen Landkreis und die Stadt Iğdır sowie den jeweiligen Anteil an der übergeordneten Verwaltungsebene. Die Zahlen basieren auf dem 2007 eingeführten adressbasierten Einwohnerregister (ADNKS).

| Jahr | Provinz | Landkreis | Landkreis | Stadt | Stadt  |
| Jahr | abs.    | %         | abs.      | %     | abs.   |
| ---- | ------- | --------- | --------- | ----- | ------ |
| 2020 | 201.314 | 70,81     | 142.559   | 67,96 | 96.887 |
| 2019 | 199.442 | 70,33     | 140.267   | 67,69 | 94.946 |
| 2018 | 197.456 | 69,69     | 137.613   | 67,10 | 92.340 |
| 2017 | 194.775 | 69,90     | 136.155   | 67,03 | 91.261 |
| 2016 | 192.785 | 69,76     | 134.480   | 66,36 | 89.247 |
| 2015 | 192.435 | 69,48     | 133.704   | 66,17 | 88.476 |
| 2014 | 192.056 | 68,79     | 132.110   | 65,53 | 86.567 |
| 2013 | 190.424 | 68,34     | 130.134   | 64,51 | 83.944 |
| 2012 | 190.409 | 67,74     | 128.976   | 64,09 | 82.656 |
| 2011 | 188.857 | 67,57     | 127.609   | 63,60 | 81.162 |
| 2010 | 184.418 | 67,01     | 123.570   | 63,05 | 77.912 |
| 2009 | 183.486 | 66,92     | 122.780   | 62,67 | 76.950 |
| 2008 | 184.025 | 66,21     | 121.848   | 62,23 | 75.824 |
| 2007 | 181.866 | 65,67     | 119.432   | 63,57 | 75.927 |

### Ergebnisse der Volkszählungen 1950 – 2000
In der Tabelle sind die Ergebnisse der Volkszählungen manifestiert. Eine Unterteilung erfolgt in städtisches und ländliches Gebiet, das städtische Gebiet (şehir) betrifft nur die Kreisstadt Iğdır, das ländliche Gebiet sind die Dörfer (Köy).
| Jahr | Landkreis | städtisch | ländlich |
| ---- | --------- | --------- | -------- |
| 1950 | 39.411    | 7.826     | 31.585   |
| 1955 | 49.235    | 9.646     | 39.589   |
| 1960 | 50.727    | 12.730    | 37.997   |
| 1965 | 58.222    | 15.701    | 42.521   |
| 1970 | 68.159    | 21.420    | 46.739   |
| 1975 | 81.618    | 29.542    | 52.076   |
| 1980 | 77.887    | 24.352    | 53.535   |
| 1985 | 89.269    | 29.460    | 59.809   |
| 1990 | 95.732    | 35.858    | 59.874   |
| 2000 | 102.648   | 59.880    | 42.768   |

## Geschichte
Die Umgebung von Iğdır gehörte in urartäischer Zeit vermutlich zu Erekua. Aus dieser Zeit stammt ein Gräberfeld, das 1913 wenige Kilometer östlich an der Straße nach Markara freigelegt wurde. Mit einer Ausnahme handelte es sich bei allen Bestattungen um Urnengräber in Felsspalten, die mit Steinplatten abgedeckt waren. Der Fundort lässt den Schluss zu, dass sich hier ein urartäischer Militärstützpunkt befand.
Die mittelalterliche armenische Stadt Tsolakert (Ցոլակերտ) befand sich wahrscheinlich nahe der heutigen Stadt Iğdır.
Lange Zeit war Iğdır lediglich ein kleines Dorf. Seit 1555 gehörte der Ort zum persischen Safawiden-Reich, abgesehen von kurzen Perioden unter osmanischer Herrschaft (1578–1605, 1635–1636 und 1722–1746). Nach dem Russisch-Persischen Krieg (1826–1828) kam Iğdır unter russische Herrschaft und wurde Kreisstadt im Gouvernement Eriwan. Unter der Zarenherrschaft siedelten sich viele Armenier in Iğdır (damals russ. Игдир) an. 1914 betrug die Bevölkerungszahl bereits 10.000, mehrheitlich Armenier. Iğdır hatte zu jener Zeit drei Kirchen.
1917 wurde Iğdır Teil der neu gegründeten Demokratischen Republik Armenien. Im Hungerwinter 1918/1919 kam ein erheblicher Teil seiner Bevölkerung um. 1919 wurde Iğdır zur Stadt erhoben, das Stadtlogo zeigt jedoch die Jahreszahl 1923.
Im Türkisch-Armenischen Krieg eroberten türkische Einheiten im September 1920 die Stadt. Durch den Vertrag von Kars wurde das Gebiet von Iğdır auch formell der Türkei zugesprochen.
Bei der Volkszählung von 1897 hatte die Stadt Iğdır 4.680 Einwohner, überwiegend Armenier (84 %) und Russen (12 %). Als Folge der türkischen Eroberung im Oktober 1920 flohen die Armenier und andere christliche Volksgruppen aus der Stadt. Später wanderten viele Aseris aus dem Umland sowie Kurden aus den Provinzen Van und Ağrı ein, so dass die Bevölkerung heute mehrheitlich aus schiitischen Aseris und sunnitischen Kurden besteht.
Nahe der Stadt Iğdır baut die Türkei seit 2017 einen 144 Kilometer langen Grenzwall, um illegale Migration aus Afghanistan einzudämmen.

## Sehenswürdigkeiten

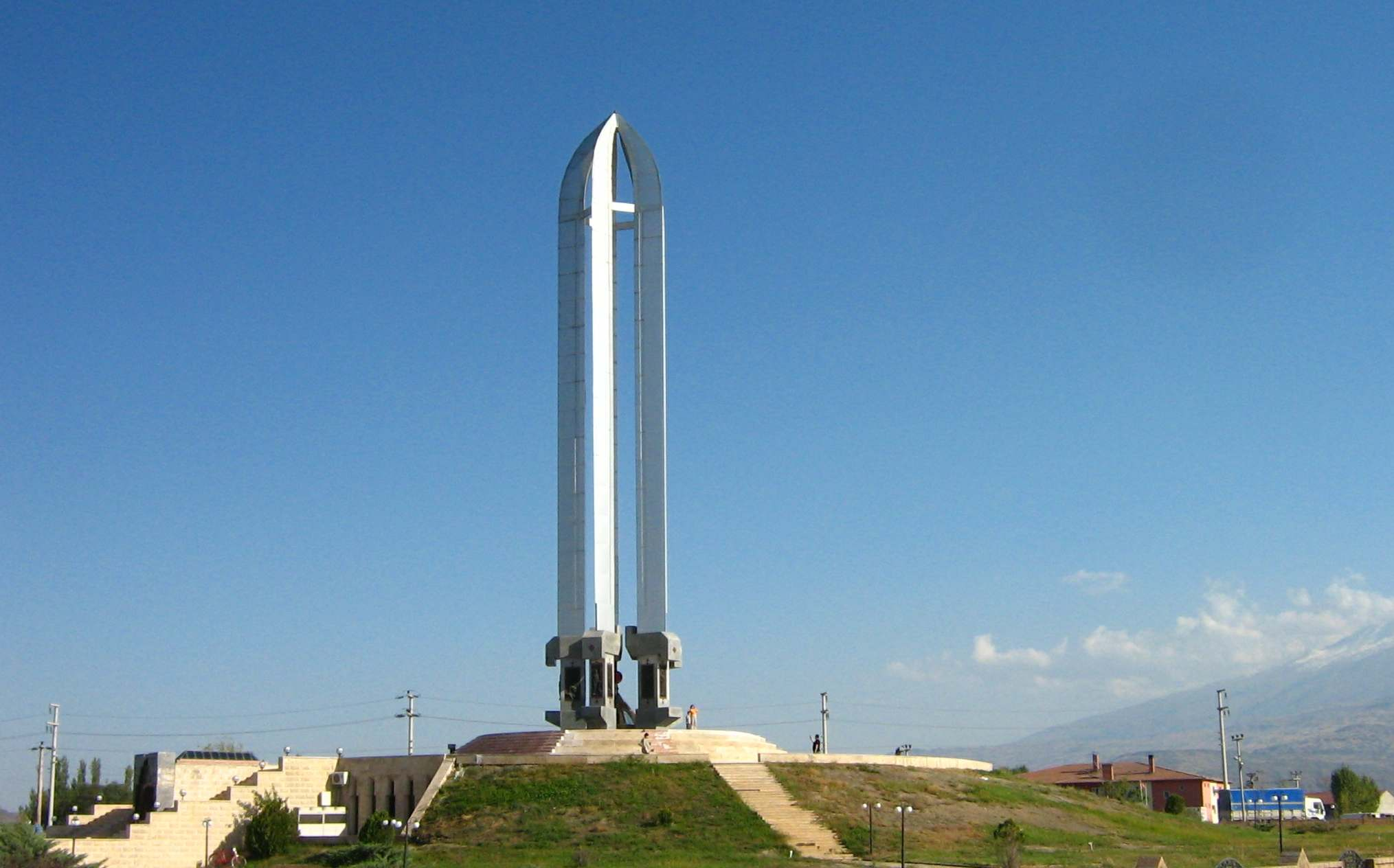
Denkmal und Museum

In Iğdır befindet sich ein umstrittenes „Völkermord-Denkmal und Museum“ (Iğdır Soykırım Anıt-Müzesi), dessen Bau im August 1997 begann und das am 5. Oktober 1999 vom türkischen Minister Ramazan Mirzaoğlu eröffnet wurde. Es ist 43,5 Meter hoch. Das Denkmal soll dem Gedenken an Massenmorde dienen, die während des Ersten Weltkrieges und des nachfolgenden Türkisch-Armenischen Krieges von armenischen Truppen an türkischen Zivilisten begangen wurden. Die Errichtung des Denkmals wird auch als Antwort auf Mahnmale in anderen Ländern verstanden, die an den Völkermord an den Armeniern während genau dieser Jahre erinnern sollen.

## Politik

### Kommunalwahlen 2019
Bei den Kommunalwahlen 2019 gewann der Bürgermeisterkandidat Yaşar Akkuş (HDP) mit 50,1 % der Stimmen. 

## Sport
Iğdır ist Sitz des Fußballvereins Iğdırspor, der zeitweise in der zweiten türkischen Liga spielte. Ein weiterer Fußballverein der Stadt ist der Iğdır FK.

## Fotos

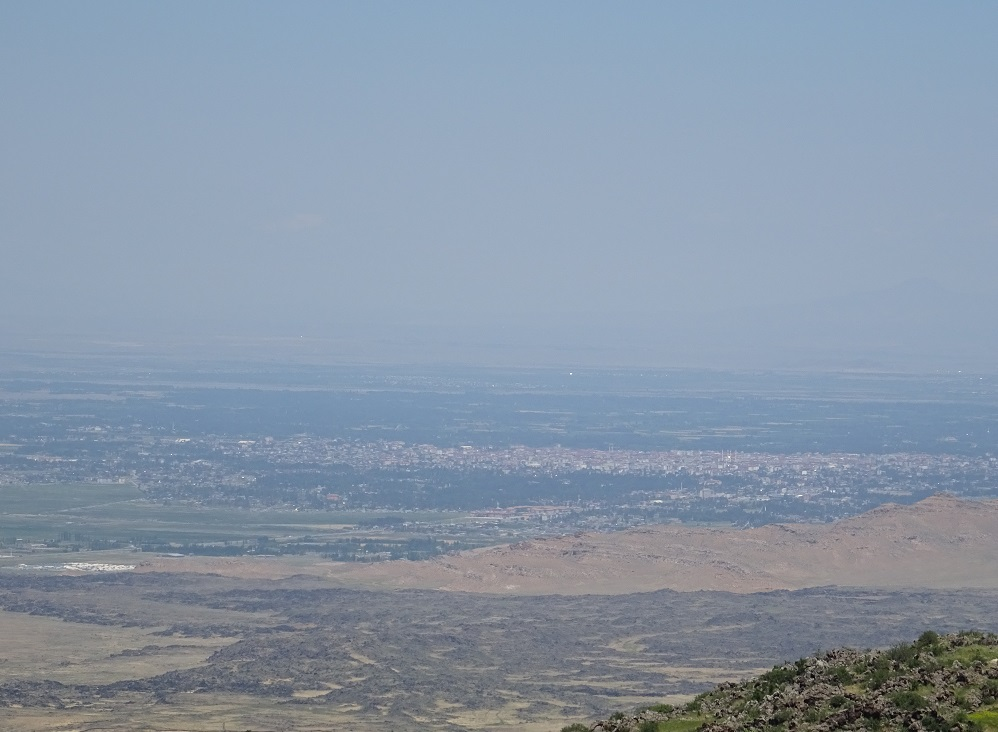
Iğdır vom Ararat gesehen
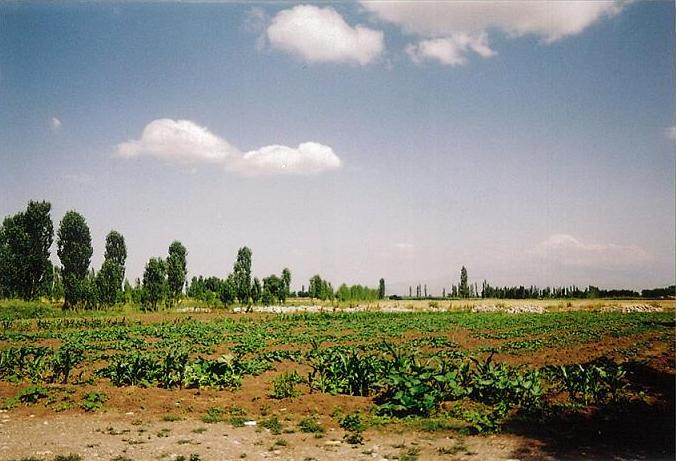
Ebene bei Iğdır
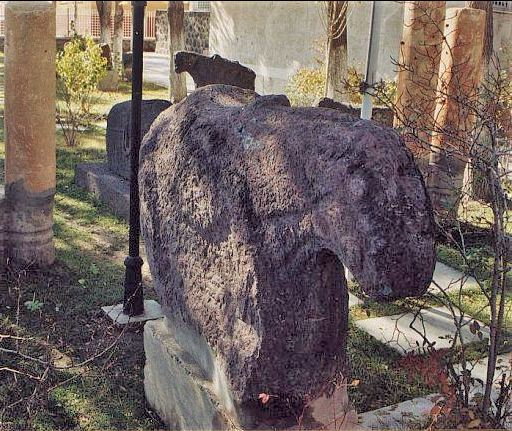
Ein Grabstein in Form eines Schafes in Iğdır
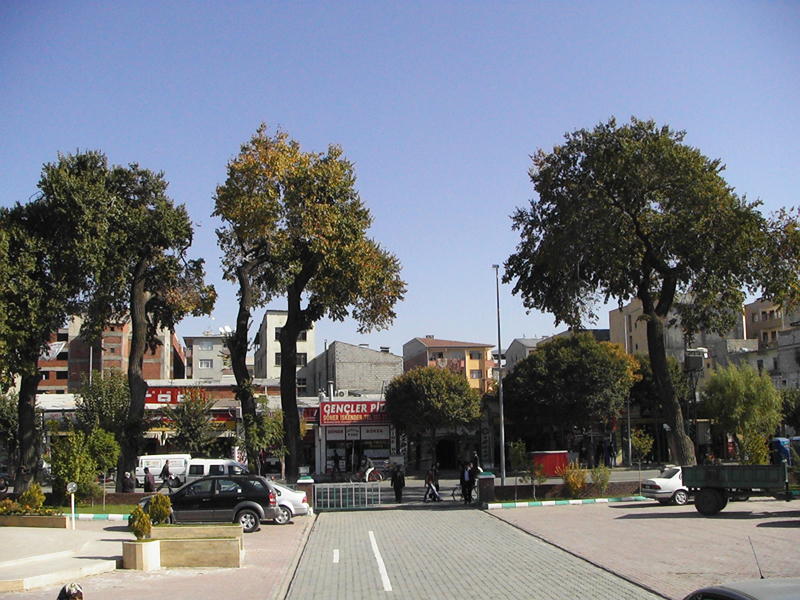
Im Zentrum von Iğdır

## Städtepartnerschaften
Iğdır ist mit zwei Städten verschwistert:
- Şamaxı, Aserbaidschan seit 2006
- Şərur, Aserbaidschan

## Persönlichkeiten
- Avedis Aharonian (1866–1948), armenischer Revolutionär und Schriftsteller
- Edouard Isabekjan (1914–2007), sowjetischer Maler und Grafiker
- Harutjun Hakobjan (1918–2005), sowjetischer Illusionist
- Drastamat Kanajan (1884–1956), armenischer Militär und Politiker
- Kawa Nemir (* 1974), kurdischer Schriftsteller und Übersetzer